# Huandoy
El Huandoy (possiblement del quítxua wantuy, transportar, portar una càrrega pesada) o Tullparaju (possiblement del quítxua tullpa, llar de foc, estufa, i rahu neu, gel, muntanya amb neu) és una muntanya del Perú que s'eleva fins als 6.395 msnm. És la segona muntanya més alta de la Cordillera Blanca, després de l'Huascarán, del qual es troba separat pel barranc i Lagunas Llanganuco (3.846 m). El cim forma part del Parc Nacional Huascarán.
És una muntanya de neus perpètues amb quatre pics, el més alt dels quals arriba fins als 6.395 m i que es troben disposats en forma de llar de foc. Els quatre cims fam més de 6.000 metres i són:
- Huandoy (6.395 m)
- Huandoy Oet (6.356 m)
- Huandoy Sud (6.160 m)
- Huandoy Est (6.070 m)

La primera vegada que fou pujat fou el 1932 per un grup d'alemanys. L'ascensió per costat de les Lagunas Llanganuco, la cara sud, no arribà fins al 1976.